# Portillo de Soria
Portillo de Soria es una localidad y también un municipio de la provincia de Soria, 
partido judicial de Soria, comunidad autónoma de Castilla y León, España. Pueblo de la Comarca de Campo de Gómara.

## Historia

Término municipal.

El Censo de Pecheros de 1528, en el que no se contaban eclesiásticos, hidalgos y nobles, registraba la existencia de 16 pecheros, es decir unidades familiares que pagaban impuestos. En el documento original figuraba como Portillo, formando parte del Sexmo de Arciel.
A la caída del Antiguo Régimen la localidad se constituye en municipio constitucional, entonces conocido como Portillo, en la región de Castilla la Vieja, partido de Soria que en el censo de 1842 contaba con 30 hogares y 120 vecinos.

## Geografía

### Comunicaciones
Hasta su cierre en 1985 la villa contaba con una estación del ferrocarril Santander-Mediterráneo.

### Medio ambiente
En su término e incluidos en la Red Natura 2000 los siguientes lugares:
- Lugar de Interés Comunitario conocido como Encinares de Sierra del Costanazo, ocupando 376 hectáreas, el 29 % de su término.[3]
- Zona Especial Protección de Aves conocida como Altos Campos de Gómara ocupando 1293 hectáreas, la totalidad de su término.[4]

## Historia
Hasta la reforma de la nomenclatura municipal de 1916 el municipio se llamaba simplemente Portillo. En dicha fecha su nombre fue modificado por el de Portillo de Soria.

## Geografía humana

### Demografía
Cuenta con una población de 12 habitantes (INE 2024).
| Gráfica de evolución demográfica de Portillo de Soria entre 1842 y 2021 |
| |
| Población de derecho según los censos de población del INE Población de hecho según los censos de población del INEEn estos censos se denominaba Portillo: 1842, 1857, 1860, 1877, 1887, 1897, 1900 y 1910 |